# Massif d'Anaga
Le massif d'Anaga est un massif montagneux espagnol du nord-est de l'île de Tenerife, aux Canaries. Il culmine à 1 024 mètres d'altitude à la Cruz de Taborno.
En 2015, il a été déclaré réserve de biosphère par l'Unesco ; c'est l'endroit qui abrite le plus grand nombre d'espèces endémiques en Europe. Le parc rural d'Anaga se trouve également dans le massif.
L'endroit est également connu pour ses nombreuses légendes. La plus connue raconte que des sorcières se sont rassemblées dans la zone connue sous le nom « El Bailadero », y ont effectué des akelarres et des danses autour d'un feu.

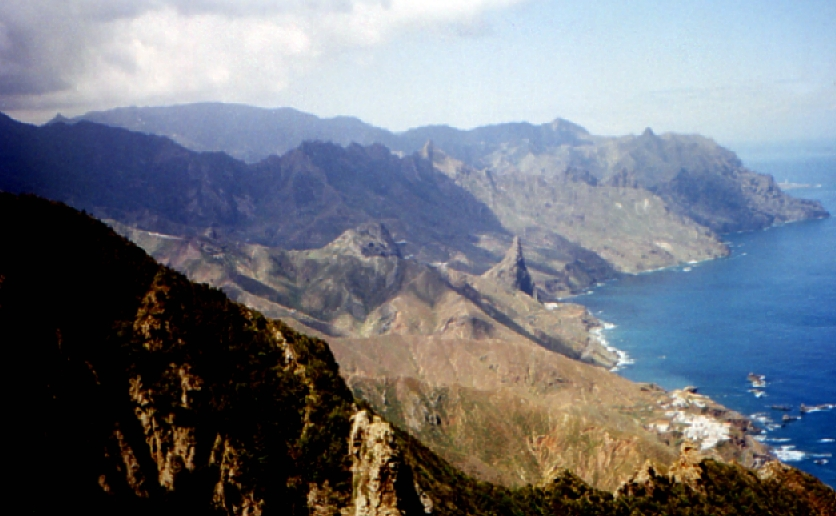
Vue des côtes du massif.